# Qinghai Tianyoude Cycling Team/Saison 2013
Dieser Artikel listet Erfolge und Fahrer des Radsportteams Qinghai Tianyoude in der Saison 2013 auf.

## Erfolge in der UCI Asia Tour
In den Rennen der Saison 2013 der UCI Asia Tour gelangen die nachstehenden Erfolge.
| Datum | Rennen                                       | Kat. | Fahrer       |
| ----- | -------------------------------------------- | ---- | ------------ |
|       | Kirgisische Meisterschaft – Einzelzeitfahren | CN   | Eugen Wacker |
|       | Kirgisische Meisterschaft – Straßenrennen    | CN   | Eugen Wacker |

## Zugänge – Abgänge
| Zugänge               | Team 2012                | Abgänge              | Team 2013 |
| --------------------- | ------------------------ | -------------------- | --------- |
| Ruslan Hryschtschenko | China Jilun Cycling Team | Edmund Hollands      | Unbekannt |
| Eugen Wacker          | Uzbekistan Suren Team    | Heksa Priya Prasetya | Unbekannt |
| Chen Siyuan           | Neoprofi                 | Tian Gesu            | Unbekannt |
|                       |                          | Wei Yuan             | Unbekannt |
|                       |                          | Xue Bin              | Unbekannt |
|                       |                          | Yang Qisheng         | Unbekannt |

## Mannschaft
| Name                  | Geburtstag       | Nationalität        |
| --------------------- | ---------------- | ------------------- |
| Chen Siyuan           | 14. August 1993  | Volksrepublik China |
| Dong Xiaoyong         | 26. Oktober 1988 | Volksrepublik China |
| Ruslan Hryschtschenko | 4. Februar 1981  | Ukraine             |
| Liu Jie               | 16. Februar 1993 | Volksrepublik China |
| Dylan Spiby           | 17. Juli 1993    | Australien          |
| Eugen Wacker          | 17. April 1974   | Kirgisistan         |
| Wang Xin              | 26. Oktober 1992 | Volksrepublik China |
| Wu Peilun             | 16. Juli 1990    | Volksrepublik China |
| Wu Shengjun           | 18. Juni 1987    | Volksrepublik China |
| Zhang Jinde           | 13. Oktober 1993 | Volksrepublik China |